# Grethe Auer
Margarethe Emma 'Grethe' Auer (Wenen, 25 juni 1871 - Berlijn, 16 juli 1940) was een Zwitsers-Oostenrijkse schrijfster.

## Biografie
Grethe Auer werd in 1871 in Wenen geboren; zij was een van de vijf kinderen van de Zwitserse architect Hans Auer en zijn Weense echtgenote Marie Elise Henking. In 1888 verhuisde ze naar Bern waar ze filosofie en literatuurwetenschap studeerde. Ze sloot haar studie af met een promotie. Haar ganse leven bleef ze verbonden met de Zwitserse letterkundigen Otto von Greyerz en Rudolf von Tavel. Van 1898 tot 1903 woonde Auer in Marokko bij haar broer, voor wie ze het huishouden regelde. In deze jaren publiceerde zij vertellingen, zowel in boekvorm (Marokkanische Erzählungen, 1904) als in Zwitserse kranten. Ook deed ze hier inspiratie op voor Ibn Chaldun (1925). 
In 1905 keerde zij terug naar Bern. Het jaar erop verhuisde ze naar Berlijn, waar ze Bruno Gustav Güterbock, een professor in de archeologie leerde kennen. Ze trouwden in 1907. Uit het huwelijk werden twee zonen geboren: de latere hettitoloog Hans Gustav Güterbock (1908-2000) en Bruno (bijgenaamd "Bärle") Güterbock (1911-1951). Het gezin woonde in Berlijn, waar Auer in 1940 overleed.
Haar gepubliceerde werken omvatten naast confrontaties met de Arabische cultuur ook historische romans, zoals  Bruchstücke aus den Memoiren des Chevalier von Roquesant (1907) en Bonvouloir (1930), en korte verhalen, zoals Gabrielens Spitzen (1919).

## Werken (selectie)
- (de)  Marokkanische Erzählungen, 1904.
- (de)  Bruchstücke aus den Memoiren des Chevalier von Roquesant, 1907.
- (de)  Gabrielens Spitzen, 1919.
- (de)  Koenig Echnaton in El-Amarna (met illustraties van Clara Siemens), 1922.
- (de)  Ibn Chaldun, 1925.
- (de)  Bonvouloir, 1930.